# To You (つんく♂の曲)
To You（トゥ・ユー）はつんく♂のシングル。

## 内容
ソロとして11年ぶりにリリースしたシングルCD作品はつんく♂自らが中島卓偉に作曲を以来した。つんく♂は中島の作曲姿勢を「洋楽的なリズムがあり、和的なメロディ。心にしみる」と評価している。本作については「都会であれ田舎であれ、幸せの中にある不安感を誰にでもある孤独感だと思う。贅沢な悩みの人もいればリアルに寂しい人もいるだろうけど、いろんな女性に聞いてもらいたい」と、中島は表題曲の作曲を担当したことについて「これまでにも、つんく♂から作曲オーダーは何度も受けて来ましたが、今回はつんく♂のソロ楽曲の作曲依頼だと聞き、一瞬涙をこらえた」とコメントしている。非自作曲のオリジナル作品としては大野愛果作曲の「Forever ～あなたに会いたい～」以来となる。このシングルは新星堂及び同年に行う自身のディナーショーのみの発売であることから、「プレミアムマキシシングル」と位置付けた。カップリングは5月29日に配信限定としてリリースした「翼」が収録されている。新星堂限定の発売日については前述の配信限定と同様に自身が言う「つんく♂の日」だったからである。

## 収録曲
1. To You
作詞：つんく　作曲：中島卓偉　編曲：湯浅公一
2. 翼
作詞・作曲：つんく　編曲：上杉洋史
3. MY SONG
作詞・作曲：つんく　編曲：湯浅公一